# Hakan Koç
Hakan Koç (ur. 25 listopada 1980) – turecki zapaśnik w stylu wolnym. Olimpijczyk z Pekinu 2008, gdzie zajął dziewiąte miejsce w kategorii 96 kg.
Piąty w mistrzostwach świata w 2007. Brązowy medal mistrzostw Europy w 2008. Złoty medal igrzysk śródziemnomorskich w 2005. Pierwszy w wojskowych mistrzostwach świata w 2003, drugi w 2006. Wicemistrz uniwersjady w 2005 i mistrzostw Europy juniorów w 2000 roku.